# Vũ Tiên, Hưng Yên
Vũ Tiên là một xã thuộc tỉnh Hưng Yên, Việt Nam.

## Địa lý
Xã Vũ Tiên nằm ở cực đông nam tỉnh Hưng Yên, có vị trí địa lý:
- Phía bắc và đông bắc giáp phường Vũ Phúc và xã Thư Vũ.
- Phía tây, phía nam và phía đông lần lượt giáp với 5 xã, bao gồm: Nam Hồng, Nam Ninh, Cổ Lễ, Ninh Giang và Xuân Hồng của tỉnh Ninh Bình, có ranh giới tự nhiên là sông Hồng.

## Lịch sử
Ngày 16 tháng 6 năm 2025, Ủy ban Thường vụ Quốc hội ban hành Nghị quyết số 1666/NQ-UBTVQH15 về việc sắp xếp các đơn vị hành chính cấp xã của tỉnh Hưng Yên năm 2025. Theo đó, sắp xếp toàn bộ diện tích tự nhiên, quy mô dân số của các xã Vũ Đoài, Duy Nhất, Hồng Phong và Vũ Tiến thành xã mới có tên gọi là xã Vũ Tiên.